# Ponder
Ponder ist eine Stadt im Denton County im US-Bundesstaat Texas in den Vereinigten Staaten. Das U.S. Census Bureau hat bei der Volkszählung 2020 eine Einwohnerzahl von 2442 ermittelt.

## Geografie
Die Stadt liegt im Nordosten von Texas, an der Zusammenführung der Farm Roads 156 und 2449, an der Atchison, Topeka and Santa Fe Railway im Westen des Countys, ist im Norden etwa 60 Kilometer von Oklahoma entfernt und hat eine Gesamtfläche von 8,2 km².

## Geschichte
Bei der Verlegung der Gleise benannte die Eisenbahngesellschaft die kleine Gemeinde Gerald und 1887 erreichte der erste Passagier den Ort. Da es bereits einen anderen Ort namens Gerald in Texas gab, wurde 1889 der Ort umbenannt in Ponder zu Ehren von W. A. Ponder, einem Großgrundbesitzer und Bankier.

## Demografische Daten
Nach der Volkszählung im Jahr 2000 lebten hier 507 Menschen in 191 Haushalten und 148 Familien. Die Bevölkerungsdichte betrug 61,8 Einwohner pro km². Ethnisch betrachtet setzte sich die Bevölkerung zusammen aus 94,08 % weißer Bevölkerung, 0,99 % Afroamerikanern, 0,20 % amerikanischen Ureinwohnern, 0,39 % Asiaten, 0,00 % Bewohnern aus dem pazifischen Inselraum und 2,37 % aus anderen ethnischen Gruppen. Etwa 1,97 % waren gemischter Abstammung und 5,52 % der Bevölkerung waren spanischer oder lateinamerikanischer Abstammung.
Von den 191 Haushalten hatten 35,6 % Kinder unter 18 Jahre, die im Haushalt lebten. 70,2 % davon waren verheiratete, zusammenlebende Paare. 6,8 % waren allein erziehende Mütter und 22,0 % waren keine Familien. 18,8 % aller Haushalte waren Singlehaushalte und in 7,9 % lebten Menschen, die 65 Jahre oder älter waren. Die Durchschnittshaushaltsgröße betrug 2,65 und die durchschnittliche Größe einer Familie belief sich auf 3,03 Personen.
26,2 % der Bevölkerung waren unter 18 Jahre alt, 5,5 % von 18 bis 24, 35,9 % von 25 bis 44, 23,7 % von 45 bis 64, und 8,7 % die 65 Jahre oder älter waren. Das Durchschnittsalter war 37 Jahre. Auf 100 weibliche Personen aller Altersgruppen kamen 91,3 männliche Personen. Auf 100 Frauen im Alter von 18 Jahren und darüber kamen 91,8 Männer.
Das jährliche Durchschnittseinkommen eines Haushalts betrug 54.107 USD, das Durchschnittseinkommen einer Familie 61.250 USD. Männer hatten ein Durchschnittseinkommen von 47.750 USD gegenüber den Frauen mit 29.545 USD. Das Prokopfeinkommen betrug 23.922 USD. 0,9 % der Bevölkerung und 1,4 % der Familien lebten unterhalb der Armutsgrenze. Davon waren 0,0 % Kinder und Jugendliche unter 18 Jahren und 0,0 % waren 65 oder älter.